# Estação Pointe du Lac
Pointe du Lac é uma estação da linha 8 do Metrô de Paris, localizada na cidade de Créteil. É a 300ª estação do Metrô de Paris, aberta em 8 de outubro de 2011. Desde essa data, é o terminal oriental da linha 8.

## Localização
Está localizado ao ar livre, no extremo sul de Créteil, perto do limite de Valenton, a 1,3 km ao sul da estação Créteil - Préfecture, antigo terminal da linha, de 1974 a 2011. A estação está localizada ao norte do pátio de manutenção de linha, realizada como parte da extensão. Ela a última da rede a ser equipada com monitores com tecnologia catódica.

## História
A estação, inaugurada em 8 de outubro de 2011, tornou-se o novo terminal oriental da linha.
O conselho do STIF, autoridade organizadora do transporte em Île-de-France, aprovou o projeto preliminar da extensão da linha 8 do metrô para Pointe du Lac e o contrato de financiamento durante seu conselho de 20 de setembro de 2006 As obras preparatórias começaram em 5 de março de 2007.
A conclusão da extensão exigiu a travessia da via expressa RD1, por meio de um cruzamento em desnível. Essa estrutura de 8,20 m de comprimento e 8,20 m de largura ultrapassa a linha de 4,10 m e repousa sobre estacas de 80 mm de diâmetro ancorados a 18 m de profundidade. O custo total previsto da obra é de 83 milhões de euros.

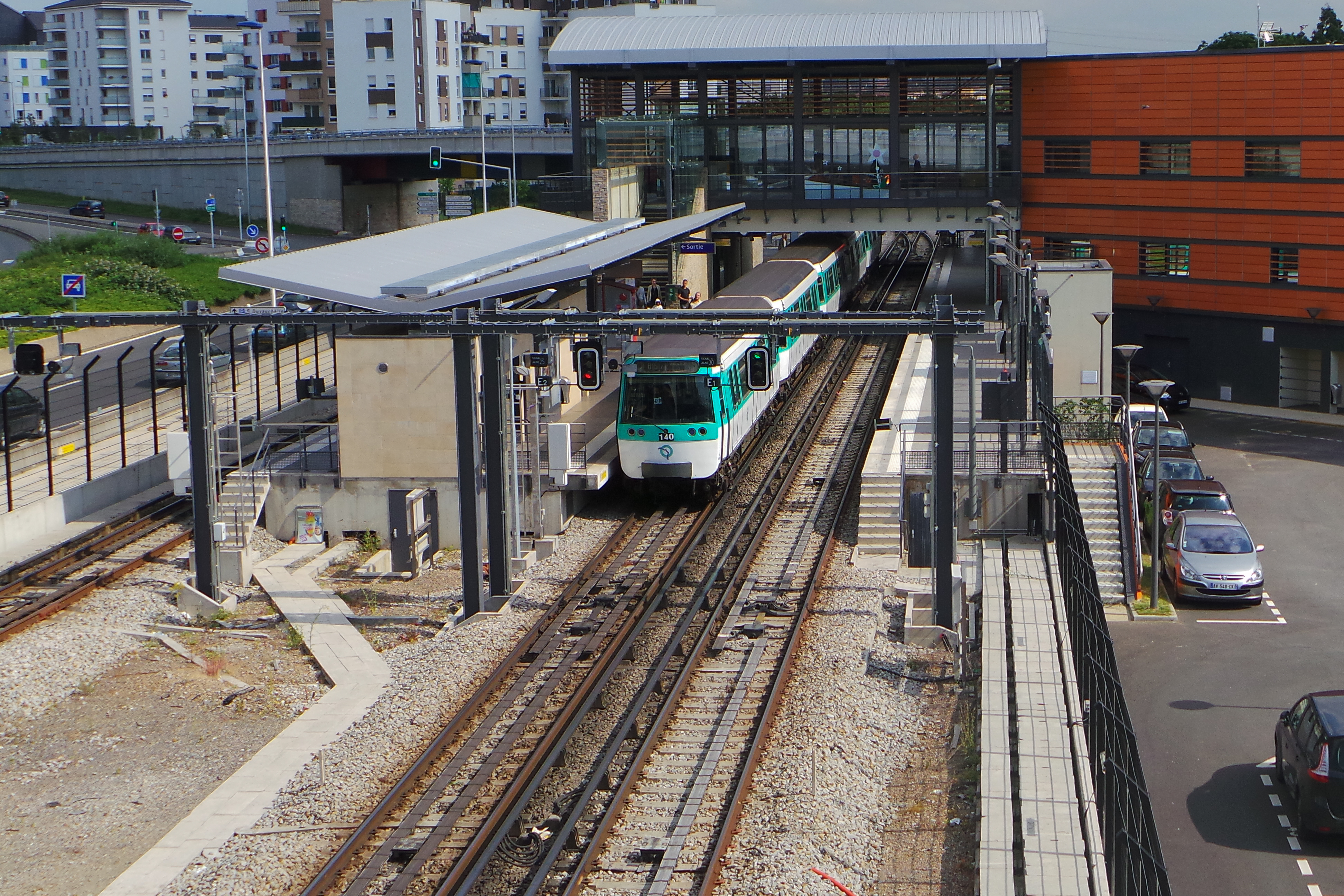
Vista geral da estação

Ela permite conectar o bairro de Pointe du Lac, o parque esportivo (incluindo o estádio de futebol do US Créteil) e o centro de negócios Europarc à rede do Metrô de Paris. Esse projeto foi acompanhado pela criação de uma linha de ônibus dedicada, a nova linha 393, que liga entre outros a estação de metrô à estação de Sucy - Bonneuil na linha A do RER, e à estação de Créteil-Pompadour na linha D do RER.
Entre sua entrada em serviço e o final de 2011, 389 235 passageiros entraram nesta estação. Em 2012, o primeiro ano de pleno funcionamento da estação, foram 2 177 224 passageiros o que a coloca na 238ª posição nas 302 estações da rede pela sua frequência. Ela viu entrar 2 595 126 passageiros em 2015, o que a coloca na 205ª posição das estações de metrô por sua frequência em 302.

## Serviços aos passageiros

### Acesso
A estação possui um único acesso localizado ao longo do corredor de ônibus.

### Plataformas
Pointe du Lac é uma estação em superfície de configuração particular: ela possui três vias que servem duas plataformas, uma para chegadas e outra para partidas para Balard. Devido ao seu status como terminal, a plataforma lateral de desembarque não possui toldo, o que é um caso único para uma estação de superfície na rede. Os assentos de estilo "Akiko" de cor laranja equipam a plataforma de embarque central, enquadrado por duas vias. O nome da estação é registrado na fonte Parisine em placas esmaltadas.

### Intermodalidade
A estação é servida pelas linhas 117 e 393 da rede de ônibus RATP, pela linha K da rede de ônibus Société de transporte de automóveis e de viagens e pela linha 23 da rede de ônibus SETRA.

## Projeto
No horizonte 2024-2026, ela também poderá ser atendida pelo Câble A, anteriormente conhecido como Téléval, uma ligação por teleférico atualmente em projeto entre Créteil e Villeneuve-Saint-Georges, via Limeil-Brévannes.

## Pontos turísticos
- O estádio Dominique-Duvauchelle, que abriga o time de futebol de Créteil
- A Maison du handball, centro nacional da Federação Francesa de Handebol
- O centro financeiro de Europarc

Galeria de fotografias
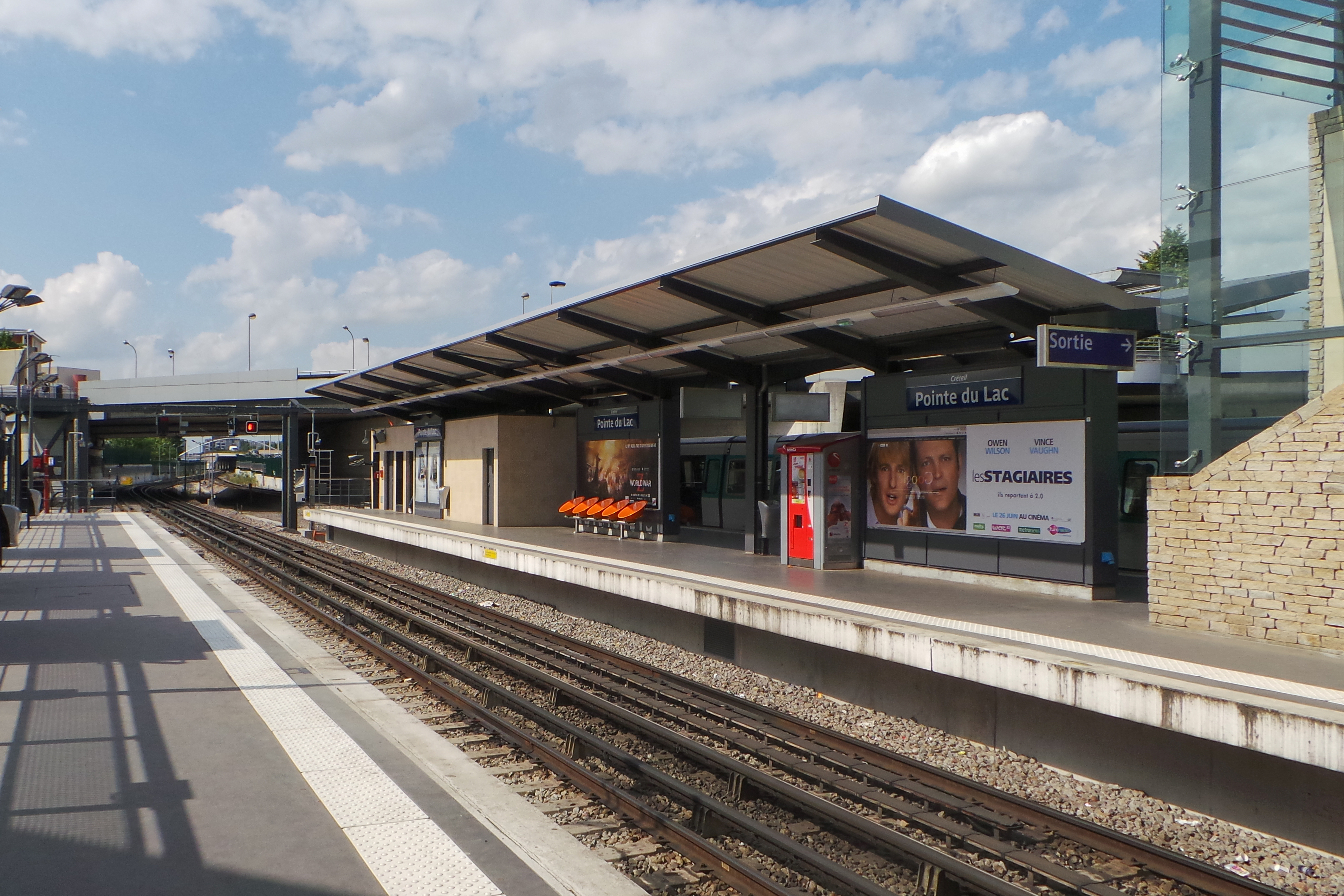
As plataformas da estação.
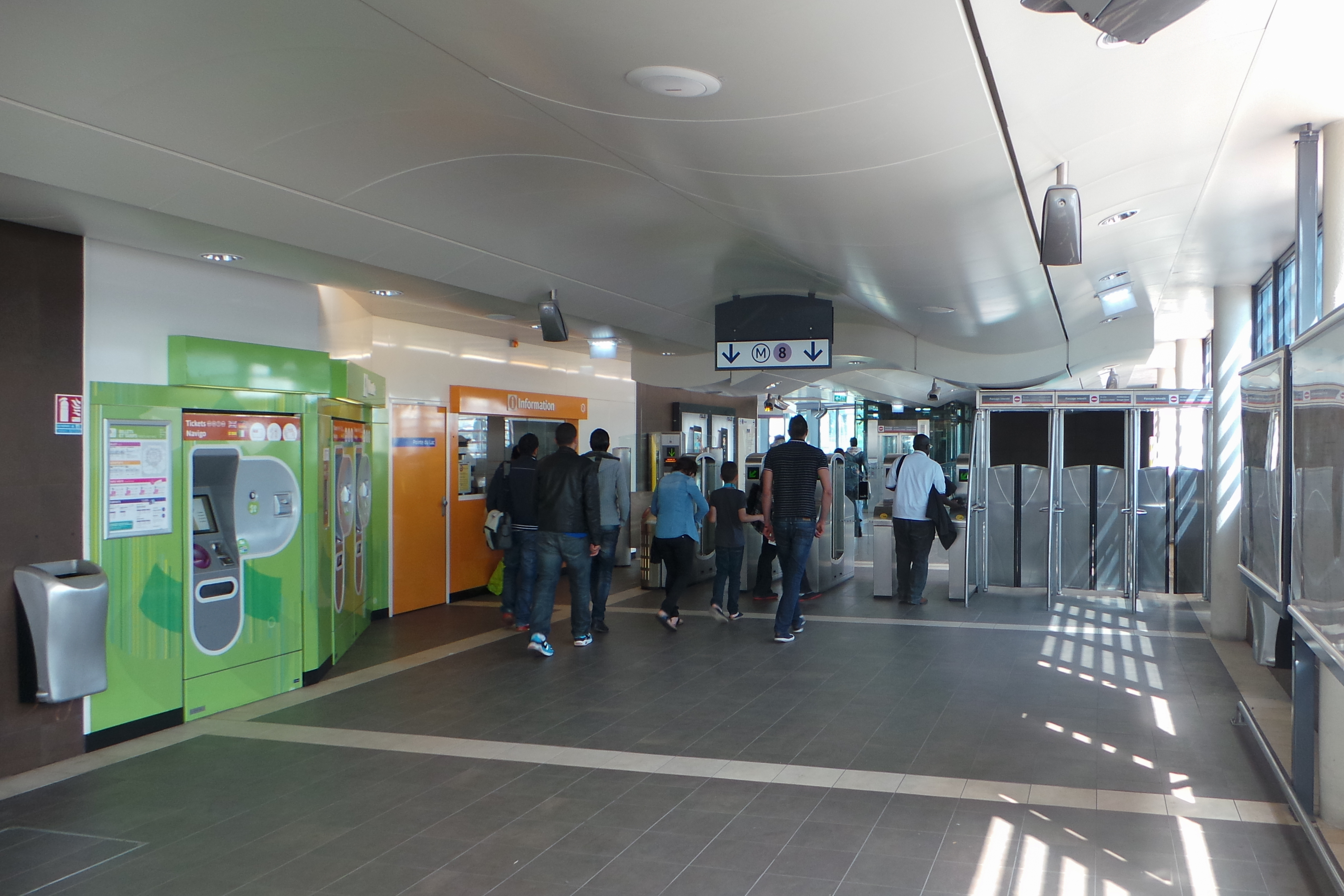
A bilheteria no hall de entrada.
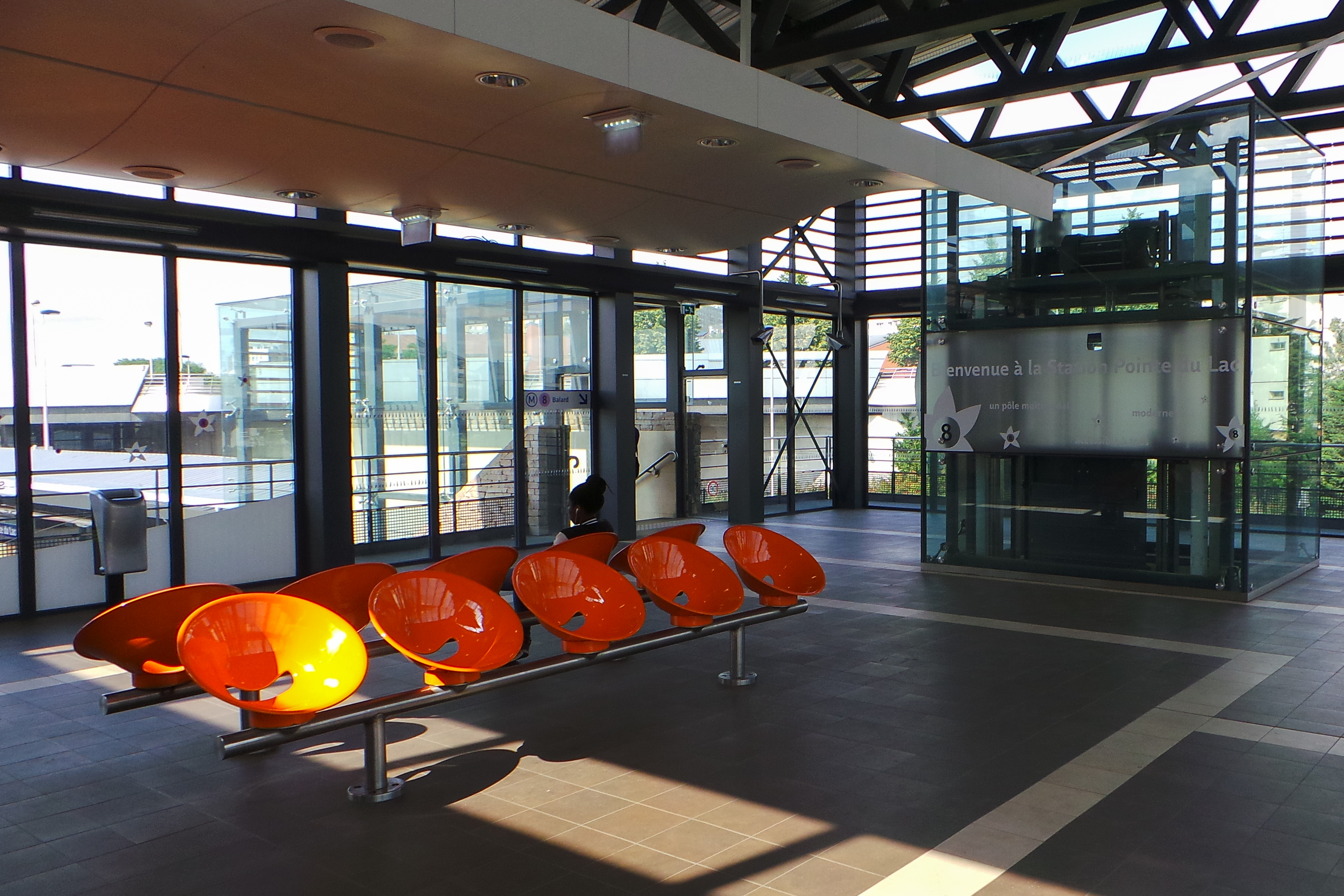
Assentos "Akiko" no fundo do hall.
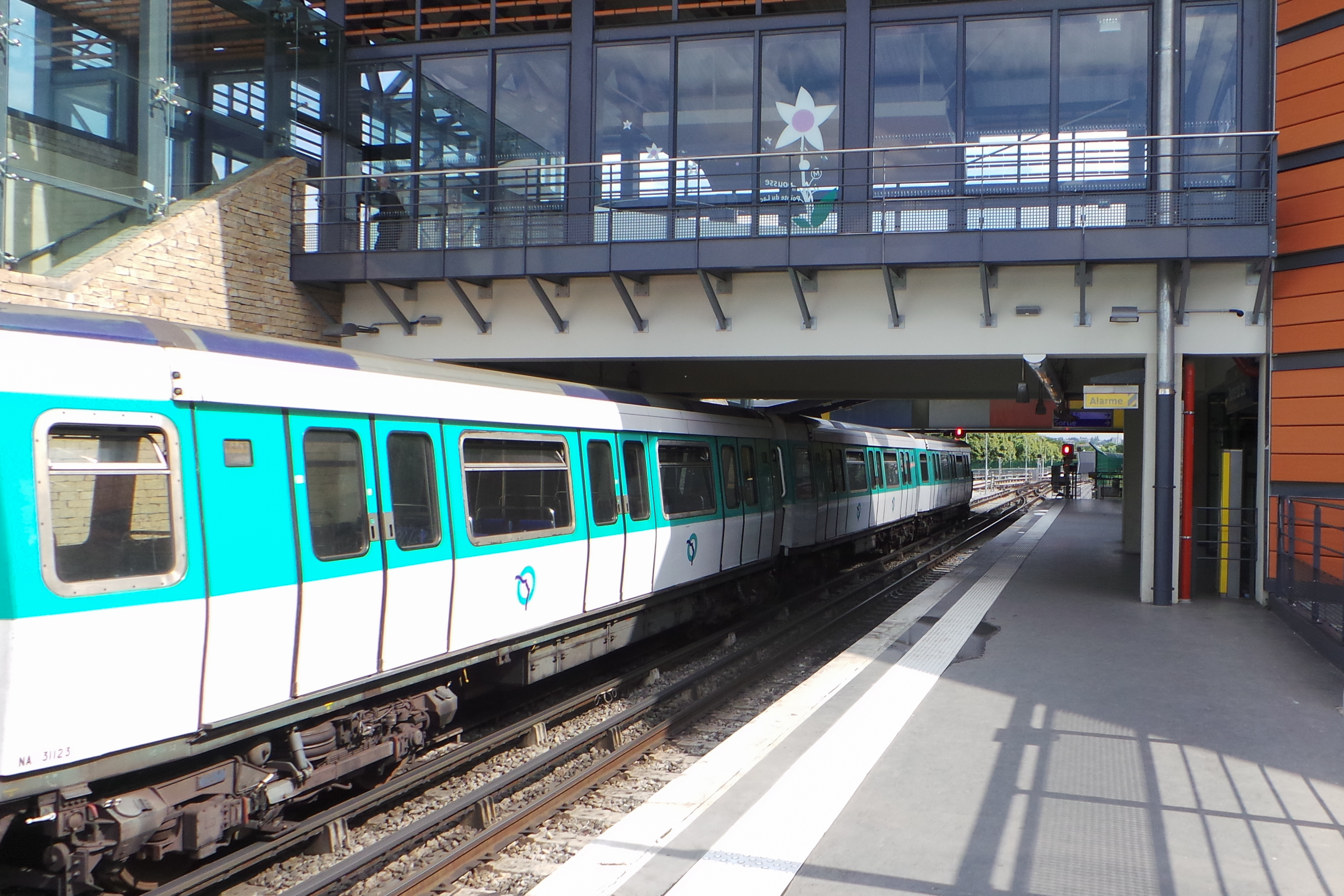
Vista de um MF 77 na plataforma e do fundo do hall do mezanino.